# Georges Sphrantzès
Georges Sphrantzès (autres orthographes :  Phrantzès ou Phrantza ; en grec : Γεώργιος Σφραντζής ou Φραντζής ; né vers 1401, mort vers 1478) fut un diplomate et écrivain byzantin. Il fut secrétaire de Manuel II Paléologue avant de devenir protovestiaire sous Jean VIII Paléologue en 1432 et un confident de Constantin XI. Il assista à la chute de Constantinople en 1453, fut fait prisonnier par les Turcs mais rançonné peu après. Il fut nommé gouverneur de Mistra en 1446 et resta près des membres de la famille Paléologue jusqu’à ce qu’il se retire dans un couvent où il prononça ses vœux en 1472. C’est pendant cette période qu’il écrivit son Histoire qui se termine sur la tentative du sultan Mehmed II de prendre Naupacte (Naupaktos). On croit qu’il serait mort peu après.

## Biographie
Sphrantzès naquit à Constantinople durant le siège de la ville par les Turcs en 1401. Sa grand-mère était une religieuse du nom de Thomais. En 1418, il fut nommé secrétaire de l’empereur Manuel II. Pendant cette période, il devait rendre de nombreux services au futur empereur Constantin XI avec qui il demeurera très lié : « Mon oncle fut son précepteur, mes cousins et moi-même ses camarades, amis et serviteurs ». Après la mort de Manuel, il devint secrétaire de Constantin qu’il accompagna lorsque ce dernier fut nommé despote de Morée, le 26 décembre 1427.
À leur arrivée en Morée, Constantin le nomma gouverneur de Glarentza. Il participa aux efforts de Constantin pour conquérir le reste de la Morée, mais fut capturé le 26 mars 1429 dans une échauffourée près de Patras et retenu prisonnier jusqu’à ce que ses liens avec Constantin eussent été attestés ; il fut alors libéré et renvoyé du côté byzantin pour participer aux négociations pour la reddition de la citadelle. Alors qu’il voyageait en Épire pour négocier un accord entre Carlo II Tocco et les fils illégitimes de son oncle sur la succession à la tête du despotat, il fut enlevé par des pirates catalans qui le ramenèrent à Glarentza et l’échangèrent contre une rançon. À son retour à Constantinople, il reçut le grade de protovestiaire en 1430.
Par la suite, il fut l’un des principaux ambassadeurs de Constantin. Il tenta de lui obtenir Athènes en 1435. Il négocia le deuxième mariage de Constantin avec Caterina Gattilusio en 1440 et fut nommé gouverneur de Mistra en 1446. À la mort de Jean VIII Paléologue, il fut envoyé par l’impératrice Hélène à la cour du sultan pour obtenir l’aval de celui-ci à l'investiture impériale de Constantin. La deuxième épouse de Constantin étant morte en couches en 1442, Sphrantzès fut envoyé en Serbie (1451) pour obtenir une troisième épouse, mais les pourparlers n’ayant pas abouti, il fut dépêché en Georgie où il eut plus de succès, quoique le mariage anticipé ne se réalisa jamais,. Pendant ce temps, il devait lui-même épouser la fille du secrétaire impérial Alexios Palaiologos Tzamplakon, l’empereur Constantin fut son témoin. Il se préparait à partir avec son fils Jean et une partie de ses richesses vers la Morée, puis vers Chypre lorsque le sultan Mehmed II commença le siège de Constantinople. 
À la veille de la chute de Constantinople, Sphrantzès fut chargé par le basileus de dresser l’état des troupes qu’il estima à environ 5 000 hommes auxquels il fallait ajouter de 2 000 à 3 000 étrangers. Toutefois, le récit que fait Sphrantzès de la prise de Constantinople est très sommaire. Au sujet de la mort de Constantin XI dont il fut si proche, il écrit seulement : « Au cours de cette capture, mon dernier maître et empereur, le Seigneur Constantin, fut tué. Je n’étais pas à ses côtés à cette heure, ayant été chargé par lui d’inspecter un autre quartier de la ville ».  Sphrantzès fut fait prisonnier. Rançonné le 1er septembre 1453, il put se rendre à Mistra. Il y fut accueilli par Thomas Paléologue, alors despote de Morée. Il réussit à se rendre à Andrinople l’année suivante pour y payer la rançon de sa femme et à revenir sans se faire capturer par le sultan. Thomas Paléologue l’envoya à Venise comme ambassadeur en 1455. Après la chute du despotat en 1460, il se retira au monastère de Tarchaneiotes à Kerkyra (Corfou) où il prononça ses vœux en 1472 et adopta le nom monastique de Grégoire.
On pense qu’il y serait mort peu après.

## Famille
Il eut cinq enfants de sa femme Hélène, dont deux moururent en bas âge. Un troisième mourut à l’âge de cinq ans mais un fils, Jean, et une fille, Thamar, atteignirent l’âge adulte ; l’empereur Constantin fut le parrain des deux. Après la capture de Constantinople, les deux enfants ainsi que sa femme devinrent les esclaves de Turcs âgés qui les traitèrent avec compassion ; les enfants devaient par la suite être vendus au maitre des écuries du sultan. « Leur pauvre mère demeura donc seule en compagnie d’une seule femme de chambre ». Sphrantzès écrit ailleurs qu’il apprit par la suite la mort de son fils âgé de 14 ans en décembre 1453. Sa fille devait mourir dans le harem impérial alors qu’elle avait un peu plus de quatorze ans. 

## Œuvre
Georges Sphrantzès fait partie d’un groupe de quatre historiens qui décrivirent les dernières années de l’empire : Laonicos Chalcondyle, Critobule d’Imbros, Doukas et lui-même. Ces quatre écrivains avaient reçu une éducation classique avant la chute de Constantinople ; mais alors que Chalcondyle et Critobule écrivirent dans l’empire du sultan en utilisant un style archaïque affecté, Doukas et Sphrantzès, réfugiés à l’étranger, utilisaient un langage familier incluant dans le cas de Sphrantzès nombre de mots turcs et italiens. À la différence de Doukas, partisan de l’Union des Églises, Sphrantzès demeura résolument opposé aux Latins.
C’est alors qu’il s’était retiré au monastère de Tarchaneiotès que Sphrantzès rédigea sa Chronique (Χρονικόν), laquelle comme presque toutes les chroniques de l’époque commence avec la création du monde, mais se concentre sur l’histoire de la maison des Paléologues et fait autorité pour les évènements qui lui sont contemporains. Les traits distinctifs de l’œuvre sont la loyauté envers les Paléologues dont Sphrantzès exagère souvent les mérites et voile les défauts, de même que sa haine des Turcs et sa dévotion envers l’Orthodoxie. Steven Runciman a écrit de son œuvre qu’elle était « honnête, vivante et convaincante », et que Sphrantzès « écrivait dans un style grec élégant avec un style aisé et sans prétention ». 
Il existe deux versions de ce récit historique : la version « courte » dite Chronicon Minus qui couvre la période 1413-1477, et la version « élargie » ou Chronicon Maius qui commence avec les débuts de la dynastie des Paléologues en 1258 et a été à l’origine d’une controverse pendant de très nombreuses années, car elle est très laconique sur la chute de Constantinople alors même que Georges Sphrantzès y a participé et constitue l’évènement majeur de cette époque. Toutefois, les travaux menés à partir de 1934 par des historiens comme J. B. Falier-Papadopoulos, F. Dölger et J. R. Loenertz ont montré qu’il s’agissait d’un faux rédigé plusieurs décennies plus tard par Macaire Melissène, métropolite de Monemvasia. Toutefois, selon M. Caroll, une grande partie de la section traitant du siège de Constantinople aurait été l’œuvre de Sphrantzès.

## Éditions
Il existe une édition datant de 1838 par Immanuel Bekker dans le Corpus scriptorum hist. byz., par Jacques Paul Migne dans Patrologia Graeca, civi. Ont suivi une édition par V. Grecu (Bucarest 1966) avec traduction en roumain, une édition en allemand en 1954 et en anglais (celle suivie ici) par Marios Philippides (Amherst, 1980). Il existe également une édition avec traduction en italien par R. Maisano (Rome, 1990).